# Liste des musées du Rhône

Le département du Rhône en rouge sur la carte

La liste des musées du département du Rhône présente les musées du département français du Rhône.

## Liste
| Nom du musée                                         | Commune                 | Adresse                                                      | Coordonnées                      | Thèmes | Labels               | Dateouverture | Datefermeture | Fréq.         | Illustration            |
| ---------------------------------------------------- | ----------------------- | ------------------------------------------------------------ | -------------------------------- | --- | -------------------- | ------------- | ------------- | ------------- | ----------------------- |
| Musée Barthélemy Thimonnier                          | Amplepuis               | Place de l'hôtel de Ville69550 Amplepuis                     | 45° 58′ 21″ nord, 4° 19′ 53″ est | Machines à coudre et cycles                                                                                   | Musée de France      | 1985          |               | 4 060 (2016)  |                         |
| Musée des arts et traditions populaires Marius Audin | Beaujeu                 | Place de l'hôtel de Ville69430 Beaujeu                       | 46° 09′ 16″ nord, 4° 35′ 06″ est | Objets liés à la culture populaire du Beaujolais.                                                             | Musée de France      | 1942          |               | 1 318 (2014)  | Image manquante         |
| Hôtel-Dieu de Belleville                             | Belleville              | Rue de la République                                         | 46° 06′ 34″ nord, 4° 44′ 51″ est | Hôtel-DieuApothicairerie                                                                                      |                      |               |               | 3 050 (2016)  |                         |
| Musée Théâtre Guignol de Brindas                     | Brindas                 | Montée de la Bernade69126Brindas                             | à géolocaliser                   | |                      | 2007          |               | 6 840 (2016)  | Image manquante         |
| Maison de la mine d'argent Jacques Cœur              | Brussieu                | Rue du Moulin69690 Brussieu                                  | à géolocaliser                   | |                      |               |               | 3 190 (2016)  | Image manquante         |
| Musée de l'automobile Henri-Malartre                 | Rochetaillée-sur-Saône  | 645 rue du musée69270 Rochetaillée-sur-Saône                 | à géolocaliser                   | | Musée de France      | 1960          |               | 32 801 (2014) | Image manquante         |
| Espace Pierres Folles                                | Saint-Jean-des-Vignes   | 116 chemin du Pinay69380 Saint-Jean-des-Vignes               | 45° 52′ 45″ nord, 4° 40′ 28″ est | Histoire du Beaujolais à travers la géologie, les fossiles, le sol et les ressources naturelles de la région. |                      |               |               | 16 700 (2016) |                         |
| Musée Claude Bernard                                 | Saint-Julien (Rhône)    | 414 Route du musée69640 Saint-Julien                         | à géolocaliser                   | |                      | 1947          |               | 2 550 (2016)  | Image manquante         |
| Musée de la mine et de la minéralogie                | Saint-Pierre-la-Palud   | 1 Rue du musée69210 Saint-Pierre-la-Palud                    | 45° 47′ 35″ nord, 4° 36′ 38″ est | Technique et histoire minière, minéralogie, paléontologie                                                     |                      | 1982          |               | 3 190 (2016)  |                         |
| Musée gallo-romain de Saint-Romain-en-Gal            | Saint-Romain-en-Gal     | Route départementale 50269560 Saint-Romain-en-Gal            | 45° 31′ 46″ nord, 4° 52′ 15″ est | Histoire antique                                                                                              | Musée de France      |               |               | 76 990 (2016) |                         |
| Musée Antoine Brun                                   | Sainte-Consorce         | Rue Antoine Brun                                             | à géolocaliser                   | |                      |               |               | 650 (2016)    | Image manquante         |
| Ecomusée du Haut-Beaujolais                          | Thizy-les-Bourgs        | Aux pierres plantées69240 Thizy-les-Bourgs                   | à géolocaliser                   | | Musée de France      | 1997          |               | 610 (2016)    | Image manquante         |
| Musée Paul-Dini                                      | Villefranche-sur-Saône  | 2, place Faubert69400 Villefranche-sur-Saône                 | 45° 59′ 27″ nord, 4° 43′ 16″ est | Arts | Musée de France      | 2001          |               | 21 700 (2016) |                         |
| Musée des conscrits                                  | Villefranche-sur-Saône  | 30 rue Roland 69400 Villefranche-sur-Saône                   | 45° 59′ 19″ nord, 4° 43′ 09″ est | Conscrits, fête des classes                                                                                   |                      |               |               |               |                         |
| Musée du souvenir                                    | Villefranche-sur-Saône  | 40 Passage de l'Ancienne Mairie 69400 Villefranche-sur-Saône | 45° 59′ 17″ nord, 4° 43′ 04″ est | Guerres |                      |               |               |               |                         |
| Musée Jean-Claude Colin                              | Saint-Bonnet-le-Troncy  | Place de l'église 69870 Saint-Bonnet-le-Troncy               | 46° 05′ 03″ nord, 4° 25′ 41″ est | Jean-Claude Colin                                                                                             |                      | 1986          |               |               | Musée Jean-Claude Colin |
| Écomusée de Chaponnay                                | Chaponnay               |                                                              | 45° 22′ 23″ nord, 4° 33′ 20″ est | |                      |               |               |               | Image manquante         |
| Espace de Musique mécanique                          | Val d'Oingt             | rue du Puits                                                 | 45° 56′ 54″ nord, 4° 35′ 02″ est | |                      |               |               |               | Image manquante         |
| Musée François-Saïssi                                | Bron                    | avenue Ferdinand Buisson                                     | 45° 44′ 17″ nord, 4° 55′ 02″ est | Histoire |                      |               |               |               |                         |
| Musée Ampère                                         | Poleymieux-au-Mont-d'Or | 300 Route d’Ampère                                           | 45° 51′ 15″ nord, 4° 47′ 57″ est | Histoire de l'électricité et André-Marie Ampère                                                               | Maison des Illustres | 1931          |               |               |                         |
| L'atelier du charron                                 | Saint-Vérand            | 60 impasse du charron                                        | 45° 55′ 11″ nord, 4° 31′ 46″ est | Le charronnage et ses savoir-faire                                                                            |                      | 2023          |               |               |                         |